# Cesino
Cesino (pronunzia: tʃɛːzino; Çexìn in ligure) è un borgo collinare della città di Genova, di antichissima origine, compreso nell'unità urbanistica di Pontedecimo del Municipio V Valpolcevera. Il centro storico sorge lungo l'antica Via consolare Postumia, principale arteria di comunicazione fra Genova e la Val Padana durante il periodo romano e medioevale; una posizione strategica che ne ha influenzato gli eventi storici e lo sviluppo. Località di villeggiatura di famiglie aristocratiche genovesi, presto seguite dall'alta e media borghesia mercantile, Cesino presenta architetture barocche, ville storiche e villini suburbani di pregevole fattura, affiancate ad abitazioni rurali a testimonianza dell'antica vocazione agreste, in un ben conservato contesto ambientale e paesistico.

## Origine del nome
Il nome di Cesino ("Sexino") è citato per la prima volta in un documento notarile del 1047. Il toponimo potrebbe derivare dal termine ligure çêxin ('piccolo ciliegio'), a testimonianza di antica vocazione agricola per la frutticoltura. Oppure, secondo un'interpretazione alternativa, potrebbe derivare dalla voce latina caedere ('tagliare'), ad indicare il taglio di alberi necessario a creare la radura ove sorse il paese.

## Geografia fisica
Il borgo è situato nell'alta Val Polcevera al confine nord del Comune di Genova, a circa 200 m s.l.m., tra le valli dei torrenti Riccò e Gioventina (affluente del Verde), tutti affluenti del torrente Polcevera. Il territorio del borgo confina a sud con il quartiere genovese di Pontedecimo, a nord con il Comune di Mignanego, a ovest con il Comune di Campomorone, a sud-ovest con il Comune di Ceranesi. L'unica vetta del territorio è il monte Passese (363 m), al confine con il Comune di Mignanego, sul crinale che sale al Passo della Bocchetta.

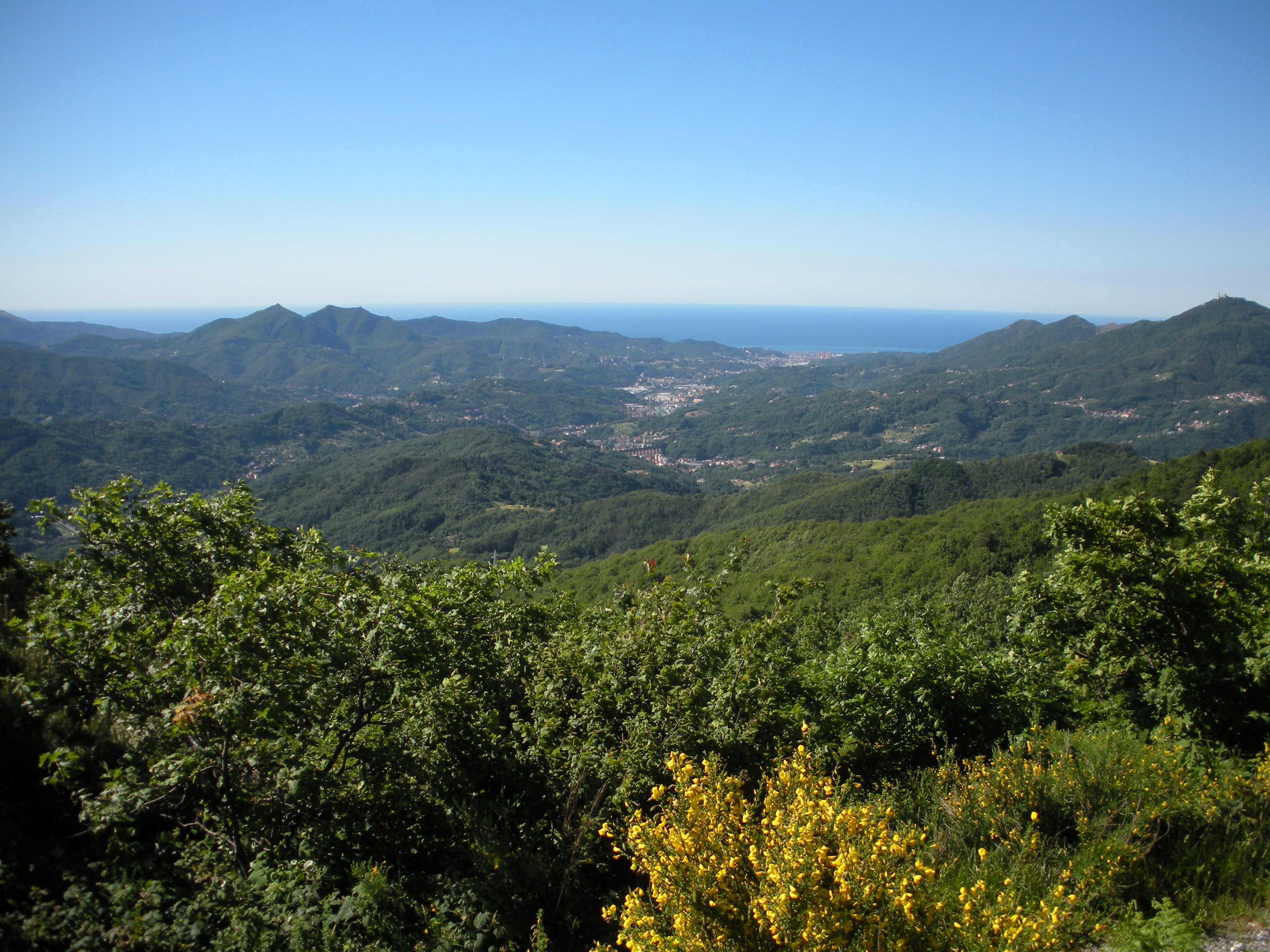
La Val Polcevera vista dal Passo della Bocchetta, con Cesino e il Monte Passese al centro della fotografia

## Storia

### Epoca pre-romana e romana
In epoca pre-romana, il territorio dove ora sorge Cesino era abitato dai Viturii Langenses, una popolazione ligure dedita all'agricoltura che abitava tra le valli del torrente Verde e del torrente Riccò.
Nel II secolo a.C., mentre Roma stava consolidando il suo potere sull'entroterra genovese, sorse una disputa riguardo all'uso dei terreni comuni fra i Viturii Langenses e i Genuates, altra popolazione ligure che abitava la valle del Polcevera. La disputa fu presentata in arbitrato al Senato Romano, la cui sentenza fu emessa il 13 dicembre dell'anno 117 a.C. e incisa sulla Tavola Bronzea di Polcevera, dividendo le terre fra le due popolazioni in cambio di un tributo da versare a Roma.
Nel 148 a.C. veniva ultimata la via consolare Postumia, per volontà del console Spurio Postumio Albino Magno, al fine di congiungere per via di terra i due principali porti romani dell’Italia settentrionale: Genova e Aquileia. La via Postumia, attraversato il Pons ad decimum miliarium, cioè il ponte sul torrente Riccò al decimo miglio da Genova nell'odierna Pontedecimo, attraversava l'attuale centro storico di Cesino e risaliva la dorsale collinare fino al monte Passese e all'abitato dei Viturii Langenses, oggi Langasco, per poi raggiungere i valichi appenninici.
Dalla Tavola Bronzea e da altre testimonianze risulta che i Viturii Langenses adorassero gli Dei Mani e che anche in Cesino vi fosse un tempio, probabilmente nel luogo dove oggi sorge la chiesa attuale.

### Gli albori del Cristianesimo
Nel IV secolo d.C., si ha notizia di una prima chiesa in Cesino, la quale dipendeva direttamente dal vescovo e inizialmente non aveva un sacerdote stabile: secondo la prassi del tempo, infatti, i fedeli si riunivano intorno al vescovo in una o nell'altra chiesa, oppure il vescovo inviava un sacerdote in circostanze particolari.
L'esistenza di una chiesa in epoca tardo-romana sembra essere testimoniata anche dal fatto che fu dedicata a Sant'Antonino di Piacenza, un soldato romano della Legione Tebea morto martire a Travo nel 303 d.C. durante la persecuzione di Diocleziano, che la tradizione indica come evangelizzatore dei Viturii Langenses durante un suo passaggio lungo la via Postumia.
Fra i primi evangelizzatori, la tradizione indica anche i santi vescovi Siro di Genova (... - 381) e Evenzio di Pavia (381-397). Sono inoltre documentati il passaggio sulla via Postumia di San Martino di Tours nel 360 d.C. e di Sant'Agostino d'Ippona con la madre Santa Monica durante il loro viaggio a Milano nel 387 d.C.

### L'Alto Medioevo
Dopo la caduta dell'Impero Romano d'Occidente nel 476 d.C. e le invasioni barbariche, l'alta Val Polcevera fu soggetta ad un calo demografico e al probabile spopolamento di molti insediamenti rurali, anche se è documentata la continuità del transito lungo i principali percorsi viari. Nel 641 d.C., durante la discesa dei Longobardi sulla Liguria, il re longobardo Rotari passo' da Cesino distruggendo o danneggiando il ponte romano sul Riccò. La Val Polcevera entrò così a far parte del Regno Longobardo fino alla conquista da parte di Carlo Magno avvenuta alla fine dell'VIII secolo.
A partire dal X secolo, quando Genova passò sotto il Sacro Romano Impero, iniziò il ripopolamento dell'entroterra genovese, testimoniato anche da atti notarili che fanno riferimento ad estese colture di vigna e frutticultura.
Nell'anno 966, il vescovo Teudolfo di Genova concesse la rinnovazione di un feudo a favore della chiesa di Cesino su richiesta dei fratelli Leone, Martino e Venerio, affinché un sacerdote vi potesse vivere stabilmente. Dato che il feudo era preesistente, istituito secondo le fonti da tale Giovanni Lavandario alcuni secoli prima, gli storici presumono che la chiesa di Cesino fosse parrocchiale da tempo e che il borgo sia rimasto popolato durante l'Alto Medioevo.

### Il Basso Medioevo
All'inizio del Basso Medioevo, da un atto notarile dell'anno 1003, risulta che i confini di Cesino si estendessero fino al ponte romano posto alla confluenza dei torrenti Verde e Riccò, una zona allora ricoperta da prati irrigui e vegetazione igrofila a quel tempo disabitata, che a seguito dell'urbanizione sette-ottocentesca oggi si trova nel centro cittadino di Pontedecimo. Poco distante sorgeva il Castello di Pontedecimo, allora situato nel territorio di Cesino, che da tempo immemorabile vegliava sul passaggio di coloro che, percorrendo la via Postumia, passavano il torrente Riccò sul ponte romano.
Il nome di Cesino ("Sexino") è citato per la prima volta in un documento notarile del 1047, il quale riporta anche i nomi di località ancora oggi esistenti (Ciunchi, Fontane, Passese). Nel 1143, la chiesa di Sant'Antonino Martire in Cesino fu inserita nell'elenco delle decime dell'Arcidiocesi di Genova e, nel 1158, un atto notarile fa menzione del primo parroco, prete Oberto.
Nel 1191, l'imperatore Enrico VI di Svevia, percorrendo la via Postumia sostò a Cesino e, ospite del Castello di Pontedecimo, emise un documento ufficiale riguardante i Savonesi.

### Il Trecento e il Quattrocento: i Dogi della famiglia Guarco
Intorno 1096, Genova iniziò a rendersi autonoma dal Sacro Romano Impero come libero Comune, poi come repubblica marinara. Dal 1339 fino all'estinzione dello stato nel 1797, la massima carica della Repubblica di Genova fu il Doge, originariamente eletto con carica perpetua e, dopo il 1528, eletto con carica biennale fra gli esponenti delle più influenti famiglie nobili, divise tra loro in una fazione guelfa e una fazione ghibellina.
Una delle famiglie più influenti, la famiglia Guarco, proveniente da Parodi Ligure, si trasferì a Cesino nel XII secolo, costruendovi un vasto patrimonio immobiliare e commerciale. I Guarco utilizzarono la posizione strategica di Cesino sulla più importante arteria di collegamento con la Pianura Padana e il controllo delle risorse economiche locali quali solide basi per esercitare un crescente potere politico un periodo di grande instabilita politica e sociale. I possedimenti dei Guarco si estendevano dal borgo di Cesino, in posizione elevata e facilmente difendibile, fino al torrente Verde e al torrente Riccò, di cui sfruttarono le acque per costruire una fiorente attività di ferriere e mulini che permise loro una rapida ascesa nella politica della Repubblica in seno alla fazione ghibellina, alleati dei Montaldo e dei Boccanegra, in opposizione ai Fregoso e agli Adorno.

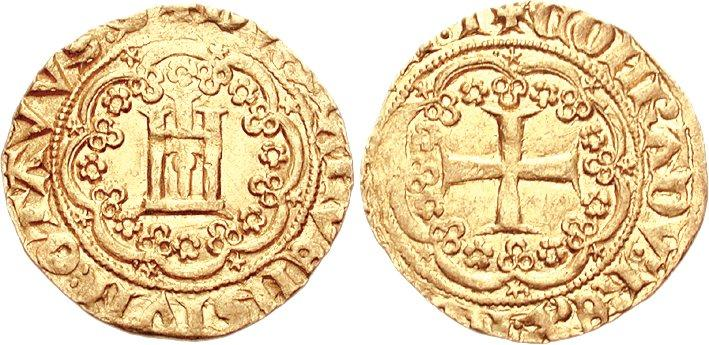
Doge Nicolò Guarco: moneta 1378-1383

Nicolò Guarco (Cesino, 1325 – Lerici, 1385) nacque a Cesino intorno al 1325 da Montanaro Guarco e divenne l'ottavo Doge della Repubblica dal 1378 al 1383. Dal matrimonio con Linò Onza ebbe vari figli, tra i quali si ricordano il Doge Antonio Guarco (Cesino, 1360 – Pavia, 1405), ventesimo Doge nel 1394, e il Doge Isnardo Guarco (Cesino, 1380–Genova, 1458), venticinquesimo Doge nel 1436. A suggellare l'influenza della famiglia, la figlia Benedetta Guarco sposò Battista, figlio del primo Doge della Repubblica Simon Boccanegra.
Isnardo Guarco, nominato nel 1429 capitano delle podestarie di Voltri, Polcevera e Bisagno, pose il proprio quartier generale a Cesino, dove chiamò a raccolta i suoi partigiani e, unite le forze con quelle del duca di Milano Filippo Maria Visconti con cui si era alleato, sconfisse il doge Barnaba Adorno. In quell'occasione, il Visconti gli concesse il marchesato di Godiasco e lo nominò podestà di Milano, dove rimase per sei anni. In seguito alla ribellione di Genova al dominio visconteo nel 1435, i Genovesi lo richiamarono a Genova offrendogli la carica di Doge nel 1436, nella speranza che ciò avrebbe facilitato un accordo con i Visconti. Presto, tuttavia, fu costretto all'esilio dalla fazione avversa e ritornò a Milano. Nel 1445 rientrò a Genova cercando di riprendere il potere con l'ausilio degli alleati e dei suoi fedeli partigiani dell'alta Val Polcevera, ma fu messo definitivamente in fuga da Carrozzo Spinola, alleato del Doge Raffaele Adorno.

### Il Cinquecento e il Seicento
All'inizio dell'Età Moderna, dal 1499 al 1528, la Repubblica di Genova si trovava sotto l'occupazione francese, in una situazione politica ed economica precaria. Nel 1528, tuttavia, l'ammiraglio Andrea Doria si alleò con l'imperatore Carlo V per ristabilire l'indipendenza di Genova, aprendo nuove prospettive economiche e politiche: molte famiglie aristocratiche genovesi accumularono fortune enormi facendo affari con l'impero asburgico, che allora estendeva il suo dominio sulla Spagna, parte dell'Italia e sul Sacro Romano Impero Germanico. Genova entrava nel Rinascimento, il cosiddetto 'secolo dei genovesi'. La ricchezza accumulata e l'incremento demografico portarono ad un aumento della domanda di beni e servizi, incentivando la produzione agricola e lo sviluppo urbano anche in Val Polcevera. Alcuni contadini iniziarono a godere del benessere portato da una certa di mobilità sociale, mentre i nobili si dedicarono ad abbellire le proprie dimore e a costruirne di nuove. Si diffuse anche la pratica del mecenatismo: le famiglie più abbienti iniziarono a riedificare le chiese e ad impreziosirle con sontuose cappelle.
Nel XVI secolo, la costruzione della nuova strada alternativa alla via Postumia per un più agevole attraversamento degli Appennini, da un lato riduceva la millenaria posizione strategica del borgo; dall'altro il minore traffico veicolare avrebbe permesso di ampliare la chiesa di Cesino e favorito gli insediamenti abitativi in una fiorente economia di villa. Il nuovo tracciato, infatti, inaugurato nel 1585 e oggi ancora esistente come strada provinciale 5 della Bocchetta, passava poco più a valle del borgo di Cesino e toccava il paese di Campomorone, prima di intraprendere la salita degli Appennini per attraversarli al Passo della Bocchetta. Ciononostante, la cartografia secentesca riporta Cesino ("Segino") ancora in posizione prominente.

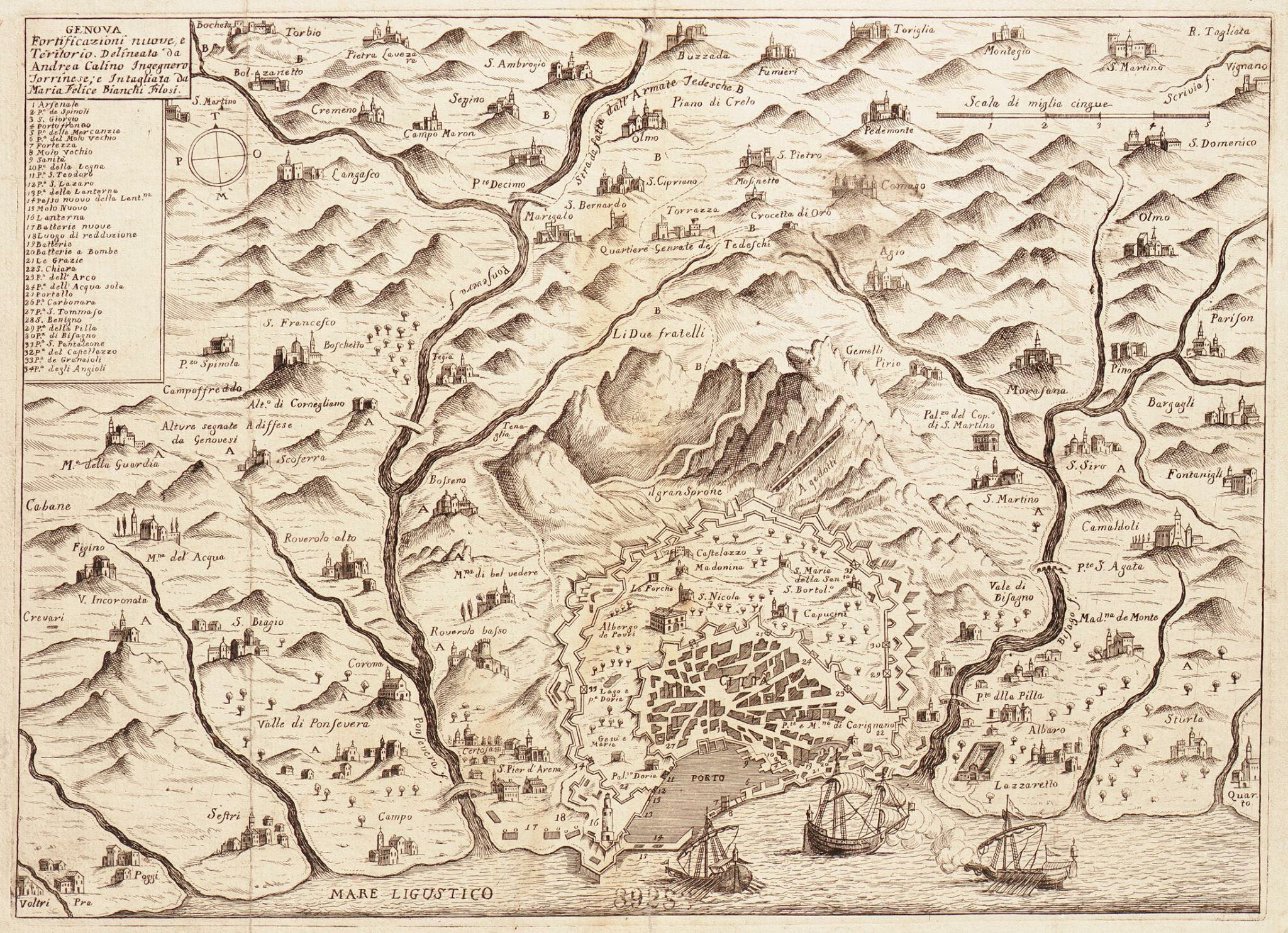
Fortificazioni Nuove e Territorio. Delineato da Andrea Calino Ingegnero Torrinese e Intagliata da Maria Felice Bianchi Filosi, 1600. Cesino vi è indicato come Segino.

Agli inizi del 1600, Cesino contava circa 500 abitanti, un numero rilevante per l'epoca e in costante crescita e iniziò un periodo di fervente espansione urbanistica, che vide la costruzione e l'ampliamento di ville aristocratiche, fra le quali Villa Roccatagliata nei pressi della chiesa, e l'ampliamento e abbellimento in forme barocche delle architetture ecclesiastiche, affidate fino al 1614 ai Carmelitanti Scalzi con i rettorati di padre Bartolomeo Marcenaro e padre Domenico Ginocchio. In quegli anni, la facoltosa famiglia Ravara si distinse per mecenatismo. Fra il 1600 e il 1614, Baldassarre Ravara, su impulso di padre Ginocchio, faceva edificare nella cripta della chiesa lo scurolo, o cappella, dedicato a Nostra Signora del Carmine, con ciclo pittorico e stucchi realizzati dalla scuola del pittore Andrea Ansaldo. Nel 1608, Bartolomeo Ravara fu Pietro fece innalzare a proprie spese le fondamenta e la prima parte del nuovo campanile, facendo posizionare a cinque metri di altezza una lapide a ricordo. Sempre con il decisivo contributo dei Ravara, la chiesa stessa fu completamente riedificata e abbellita dal sacerdote Michele Brea fra il 1636 e il 1645, insieme al completamento del campanile, alla costruzione delle sacrestie e al'apertura di un cimitero. Al termine dei lavori, la nuova chiesa si presentava nelle forme attuali, su due livelli uniti da una scalinata di marmo, con l'altare principale sovrastante lo scurolo di Nostra Signora del Carmine.
Nel 1643, a testimonio della continua crescita del borgo e delle relative esigenze religiose, la famiglia Ravara istituiva una cappellania a loro spese, accettata per conto del Cardinale Stefano Durazzo, affinché un sacerdote coadiuvasse il parroco in qualità di curato.
Sempre grazie ad un lascito della famiglia Ravara, memore della terribile esperienza vissuta da Cesino durante la peste del 1630 - la pestilenza descritta da Alessandro Manzoni ne I promessi sposi - il parroco Michele Brea istituì una Compagnia di Carità di San Vincenzo, un'associazione femminile laicale fondata da san Vincenzo de Paoli nel 1617 per l'aiuto ai poveri e agli ammalati. La Compagnia si dimostrò molto utile in occasione della successiva epidemia di peste del 1656-57, aiutando gli ammalati a curarsi nelle loro case e riducendo notevolmente la mortalità a Cesino in confronto di quanto avvenne negli altri paesi della zona.

### Il Settecento e l'Ottocento
Durante la Guerra di successione austriaca, che ebbe luogo tra il 1740 e il 1748 coinvolgendo quasi tutte le potenze europee, la Repubblica di Genova era alleata di Francia e Spagna, contro l’Impero Austriaco, l’Inghilterra e il Regno di Sardegna. Occupata dagli austro-piemontesi nel 1746, Genova riuscì a scacciarli nel dicembre dello stesso anno dalla rivolta popolare del Balilla. Gli austro-piemontesi, tuttavia, ritornarono nell'aprile del 1747 e assediarono la città fino al mese di luglio senza riuscire a penetrare all'interno della cinta muraria delle Mura Nuove. Durante l'assedio del 1747, le forze del generale austriaco Ferdinand Ludwig von Schulemburg Oeynahusen si accamparono in Val Polcevera e compirono numerose scorrerie contro la popolazione locale, incluso a Cesino dove molti degli abitanti persero la vita e ci furono severi danni alle proprietà private ed ecclesiastiche. Gli austriaci distrussero il campanile, depredarono la chiesa dagli arredi sacri e bruciarono gli archivi parrocchiali. I libri dei battesimi, matrimoni e funerali, insieme al quaderno di memorie del sacerdote Michele Brea, furono tuttavia salvati dal parroco Salvatore Ravara che li nascose nell'abitazione paterna. La ricostruzione del campanile e il restauro della chiesa vennero ancora una volta finanziati dalla famiglia Ravara. Nel 1760, venne realizzato il sontuoso altare maggiore marmoreo, mentre il nuovo campanile fu terminato nel 1771 e nel 1780 fu ampliata la piazza principale spianando un tratto montagnoso con il concorso di tutta la popolazione.
Tra il 1789 e il 1815, un nuovo periodo di instabilità politica travolse la Repubblica di Genova, iniziato con la Rivoluzione Francese ed allargatosi al resto dell'Europa con le guerre napoleoniche. Il tentativo dei giacobini genovesi di rovesciare il Doge Giacomo Maria Brignole nel 1797 diede impulso ad una guerra fratricida finché la Campagna d'Italia di Napoleone Bonaparte pose fine alla Repubblica e portò prima alla nascita della Repubblica Ligure, ed in seguito all'annessione di Genova al napoleonico Primo Impero francese. Con la caduta di Napoleone, il Congresso di Vienna decretò l'annessione dei territori della Repubblica di Genova al Regno di Sardegna, governato dai Savoia. Secondo le fonti, durante questo periodo di grandi cambiamenti, la popolazione di Cesino si trovò direttamente coinvolta nelle accese divisioni fra i tradizionalisti e i sostenitori del nuovo corso, e fu colpita da una terribile carestia. Il parroco Carlo Giuseppe Ravara, ormai anziano, e il suo successore don Giovanni Bartolomeo Lupi furono molto avversati dai giacobini locali che riuscirono ad impadronirsi di molti beni della parrocchia in un clima di diffuso anticlericalismo. Nel 1816, stabilizzatasi la situazione politica, il parroco don Lupi indisse una missione per riportare i cesinesi alla chiesa, con la collaborazione del rettore di San Tommaso, il prevosto di San Giorgio, il rettore di San Torpete e dell'arciprete di Framura.
Intanto, una serie di eventi stavano per cambiare l'assetto infrastrutturale, la demografia e l'organizzazione amministrativa della zona. Nel 1823 fu ultimata la Strada Regia dei Giovi, molto più agevole di quella della Bocchetta, che divenne il valico principale di collegamento fra la Pianura Padana ed il mare. Nel 1834, una piena torrentizia del Riccò travolse il ponte romano-medioevale, rendendolo inagibile, portando alla costruzione di un nuovo ponte, di poco più a monte del precedente. La costruzione della nuova viabilità migliorava i collegamenti fra le due sponde del torrente, favorendo l'espansione del borgo di Pontedecimo anche sulla sponda sinistra che ancora faceva parte della parrocchia di Cesino. Nel 1853 fu inaugurata la linea Torino-Genova, uno dei primi collegamenti ferroviari italiani, con l'entrata in servizio di una stazione a Pontedecimo. Nello stesso anno, grazie alla sua veloce crescita urbanistica e demografica, Pontedecimo fu investito dell'autorità comunale, mentre i borghi collinari di Cesino e San Cipriano ne divennero frazioni. Nel 1857, Cesino perse quasi due terzi del suo territorio con la creazione della parrocchia di Pontedecimo, che accorpava i territori distaccati da Cesino con una metà del territorio di San Cipriano e una frazione di Ceranesi. Nel 1886, la parrocchia di Cesino vendette un terreno al Comune per la costruzione della scuola del paese. Infine, nel 1888 fu inaugurata la Ferrovia succursale dei Giovi, con l'iconico ponte ferroviario.

### Dal Novecento ad oggi
Fino agli inizi del Novecento, Cesino era raggiungibile dal fondovalle soltanto percorrendo tre creuze, ancor oggi utilizzate: le attuali Salita a Cesino (sul tracciato dell'antica via Postumia), Salita Carmine di Cesino e Salita Grasso. Nel 1908 fu messo a punto un primo progetto per la costruzione di una nuova strada carrozzabile, ma fu accantonato per mancanza di fondi. Un primo tentativo di utilizzare come manodopera i prigionieri austriaci della Prima Guerra Mondiale nel 1918-19 portò soltanto al tracciamento della nuova arteria, a causa dell'opposizione di molti proprietari dei terreni da espropriare, tra cui la famiglia Roccatagliata e i marchesi Granello di Casaleto. Nuovo impeto venne dalla costruzione di un Viale della Rimembranza per commemorare i caduti della Prima Guerra Mondiale in corrispondenza dell'inizio dell'attuale via, inaugurato il 1º maggio del 1924. La strada venne intitolata nel 1926 all'artiere Benedetto da Cesino, ricordato in documenti medioevali come costruttore d'armi per la Repubblica di Genova ma fu completata soltanto all'inizio degli anni Trenta, a causa dei persistenti problemi di espoprio.
Nel 1934-35 fu costruito l'Oratorio di Nostra Signora del Carmine, con il circolo sociale, il teatro e la compagnia filodrammatica.
Durante la Seconda Guerra Mondiale, Cesino fu invasa dai nazisti dopo l'8 settembre 1943. I tedeschi occuparono la scuola, parte della canonica e alcune case private nei pressi della chiesa fino al febbraio 1944, sfruttandone la posizione strategica sulle valli del Verde e del Ricco per insediarvi attività militari e per il contrasto all'attività dei partigiani che operavano in gran numero nella zona. Il ponte ferroviario fu oggetto di bombardamenti aerei, per quanto sporadici, che non provocarono danni rilevanti alle strutture. Ancora oggi nella parte bassa di Cesino, in via Campomorone, un'edicola votiva ricorda una bomba destinata al ponte sganciata da un aereo e caduta su una casa senza esplodere.
Nel maggio 1945, nei giorni convulsi immediatamente successivi alla fine della guerra, don Colombo Fasce, parroco di Cesino, fu ucciso in circostanze mai del tutto chiarite mentre percorreva a piedi Salita a Cesino, in corrispondenza di Villa Navone. In quel tempi offuscati dalla voglia di vendetta, capitava che i fascisti uccidessero i sacerdoti che aiutavano i partigiani, e viceversa; altre volte i delitti riguardavano regolamenti di conti personali o tentativi di appropriarsi di beni altrui celandosi dietro a motivazioni politiche. Nel caso di don Fasce, sembra che egli si fosse fatto garante dei beni di alcuni deportati e che qualcuno, a conoscenza della cosa, lo abbia ucciso per rubare le chiavi della canonica, poi trovata saccheggiata. I funerali vennero celebrati n dall'allora vescovo ausilare Mons. Giuseppe Siri, futuro cardinale, con una manifestazione straordinaria di popolo e alla presenza di ottanta sacerdoti.
Negli anni del Dopoguerra si costruirono alcune infrastrutture, tra cui l'allargamento di via Madonna delle Vigne e l'espansione del cimitero, oltre alla costruzione di alcune case di abitazione, in particolare lungo la via Benedetto da Cesino e la via Madonna delle Vigne, ma senza stravolgere il contesto paesistico. Nel 1956 iniziava il servizio pubblico della linea autobus 65 della UITE, in seguito denominata AMT, che continua fino ad oggi. Nel 1975 si procedette al restauro del campanile e dell'oratorio di Nostra Signora del Carmine, mentre la chiesa fu completamente restaurata interamente negli anni Novanta ed esternamente nel 2021.

## Luoghi di interesse

### Chiesa di S. Antonino Martire

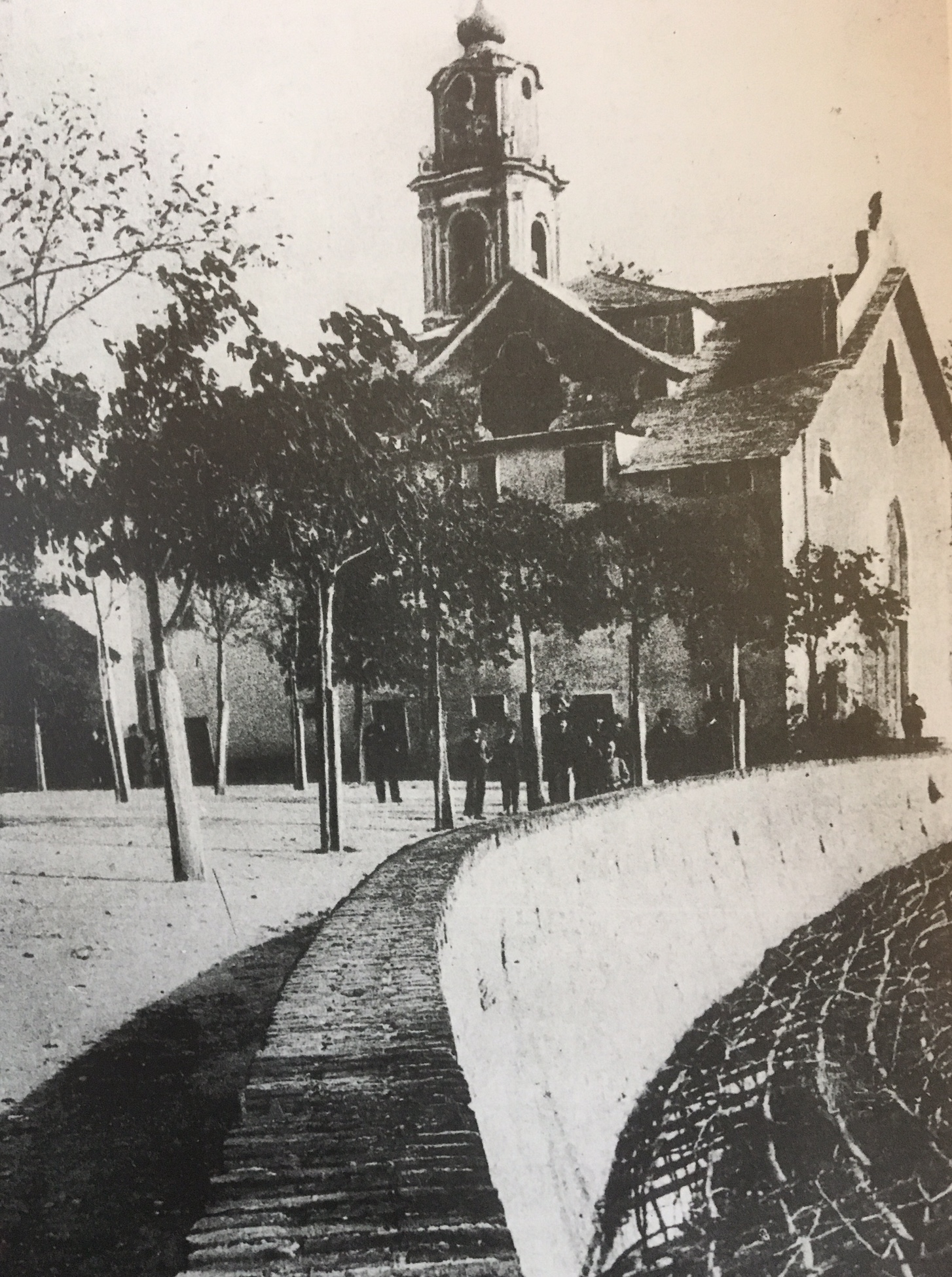
Chiesa di Sant'Antonino Martire, Cesino, 1900

Risalente almeno all'anno 975, in cui venne nominata per la prima volta come parrocchiale. Notevole lo scurolo secentesco dedicato a Nostra Signora del Carmine, contitolare della chiesa, decorato con quindici riquadri a stucco ciclo pittorico raffigurante Episodi della vita del profeta Elia, realizzato dalla scuola di Andrea Ansaldo. La chiesa fu sottoposta ad un completo rifacimento in stile barocco genovese nel 1640-43 sotto la guida del Sac. Michele Brea e finanziato dalla benestante famiglia Rivara. Caratteristico l'altare sopraelevato, accessibile con due scale laterali. La chiesa fu ancora arricchita di statue e altari nel Settecento. Nel 1842 furono eseguite le decorazioni della cupola, raffiguranti S. Antonino in Gloria e le Virtù Cardinali (Prudenza, Giustizia, Fortezza e Temperanza); della volta al di sopra delle scalinate, con le Virtù Teologali (Carità, Fede e Speranza); e della volta al di sopra dell'altare maggiore, raffigurante la Beata Vergine del Monte Carmelo. La chiesa è stata ristrutturata nel 1929. Nel 1989 si sono svolti lavori di consolidamento strutturale e la ristrutturazione degli interni.

### Cappella di N.S. delle Vigne

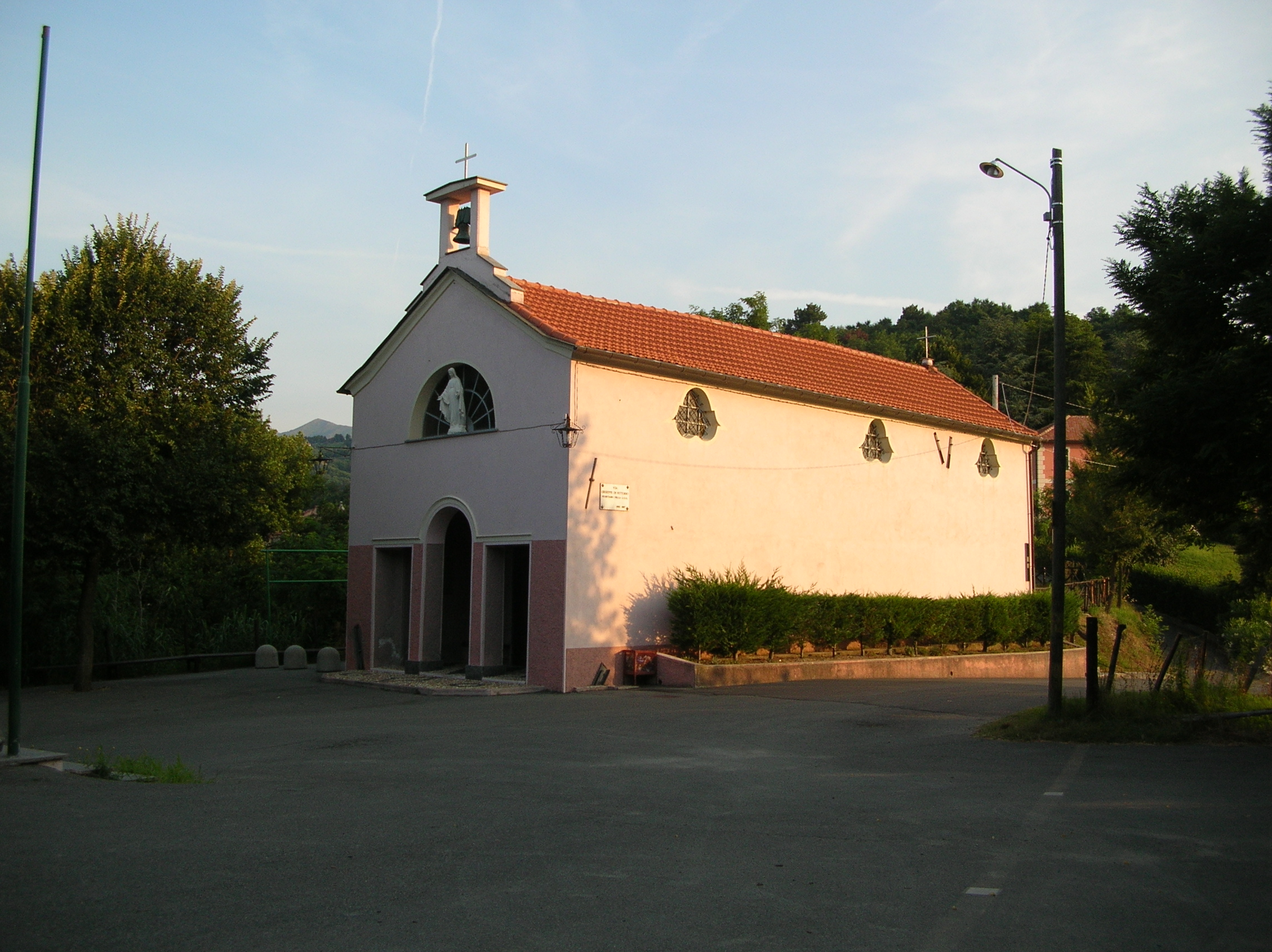
La cappella di Nostra Signora delle Vigne

Nel territorio di Cesino si trovano diverse cappelle, tra le quali la più importante è la cappella di N.S. delle Vigne, in via Madonna delle Vigne, sul confine fra Genova, Mignanego e Campomorone. La storia della cappella risale al 1750, quando un passante che transitava a cavallo nella zona cadde nel burrone sottostante restando illeso. Per gratitudine fece innalzare una cappella alla Madonna delle Vigne nel luogo ove un tempo esisteva un'immagine in marmo posta su di una colonna. La cappella è compresa nella giurisdizione della parrocchia di Sant'Antonino.

### Oratorio e Confraternita di Nostra Signora del Carmine

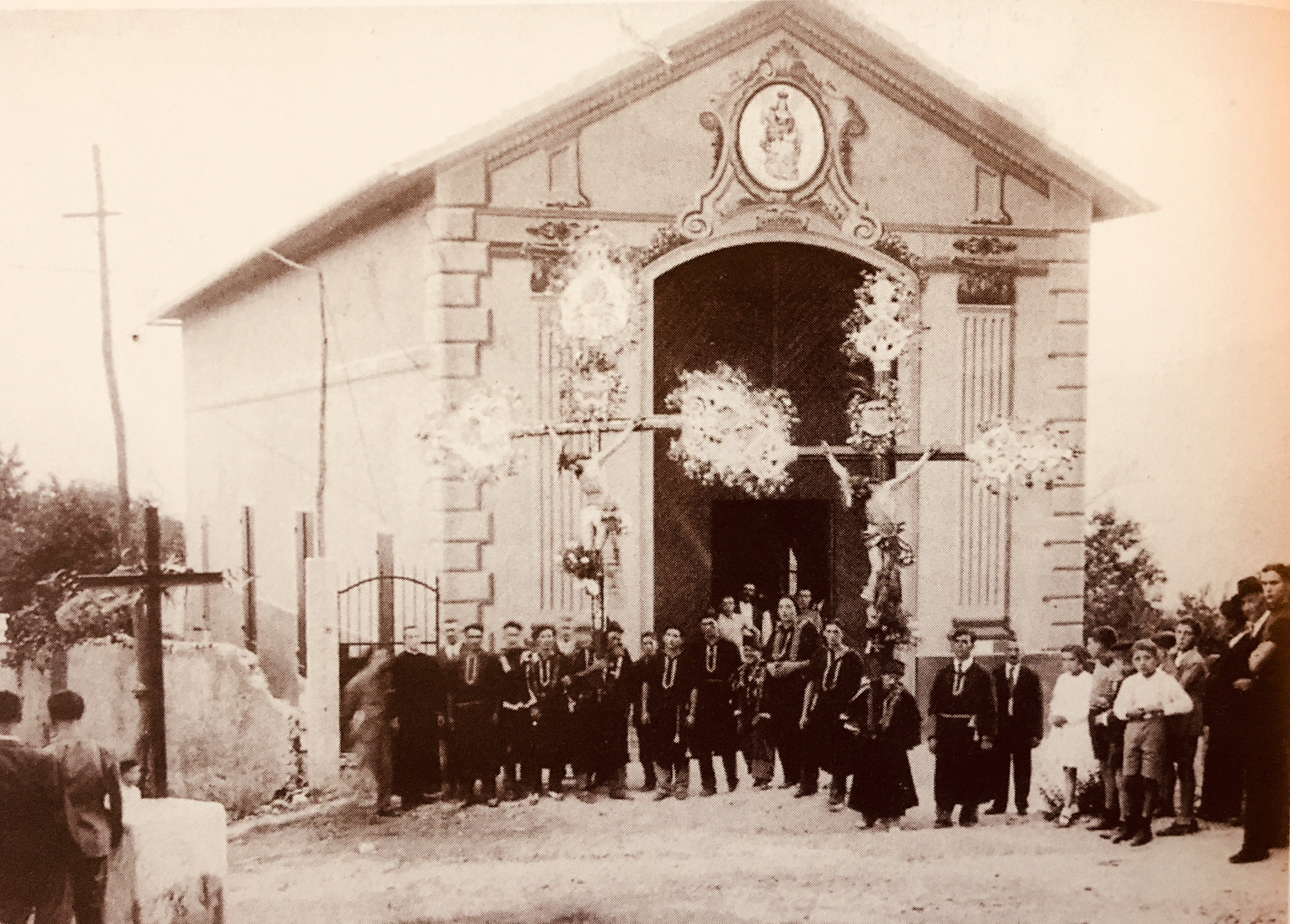
Confraternita di Cesino, 1936

Sito in Via Benedetto da Cesino, appartiene alla Confraternita di Nostra Signora del Carmine. La Confraternita è una delle antiche Casacce della Liguria che continuano la tradizione - tipica di Genova e delle aree un tempo sotto l'influenza della Repubblica di Genova - dei portatori di Cristo (in lingua ligure, cristezànti), cioè di coloro che sono atti a portare crocifissi di grandi dimensioni durante le processioni religiose a cui la confraternita partecipa.

### Ville storiche
Storica località di villeggiatura di famiglie aristocratiche genovesi, presto seguite da famiglie dell'alta e media borghesia mercantile genovese, a Cesino si trovano ville e villini suburbani di pregevole fattura.
| Villa                      | Immagine | Descrizione |
| -------------------------- | -------- | --- |
| Villa Piuma                |          | Via N. Gallino, 116, Genova. Costruita dalla famiglia Pittaluga nel Settecento, divenne residenza di campagna dei Marchesi Piuma nel 1812. Il volume settecentesco a sviluppo longitudinale è articolato sullo spazio rettangolare dell'atrio a lunette che serve il piano nobile con una scala laterale. Gli spazi interni originari furono rimaneggiati alla fine del XIX o all’inizio del XX secolo dai Piuma, che ampliarono il parallelepipedo della villa con l’aggiunta di alcuni volumi sul retro della stessa. Oggi in abbandono. |
| Villa Millo, oggi "Navone" |          | Salita a Cesino, Genova (Cesino). Oggi trasformata in condominio residenziale. Con cappella gentilizia e due chalet lignei decorati con ancore, a ricordare il legame della famiglia Millo, armatori presso il porto di Genova, e il mare. Della famiglia si ricorda il Quartiere Millo nel Porto Antico di Genova. |
| Villa Roccatagliata        |          | Via Benedetto da Cesino, Genova (Cesino). Oggi trasformata in condominio residenziale. Con dipendenze e campo di equitazione. |
| Villa Amalia               |          | Via Madonna delle Vigne, Genova (Cesino). Con torretta e cappella gentilizia. |

### Ponte ferroviario di Campomorone

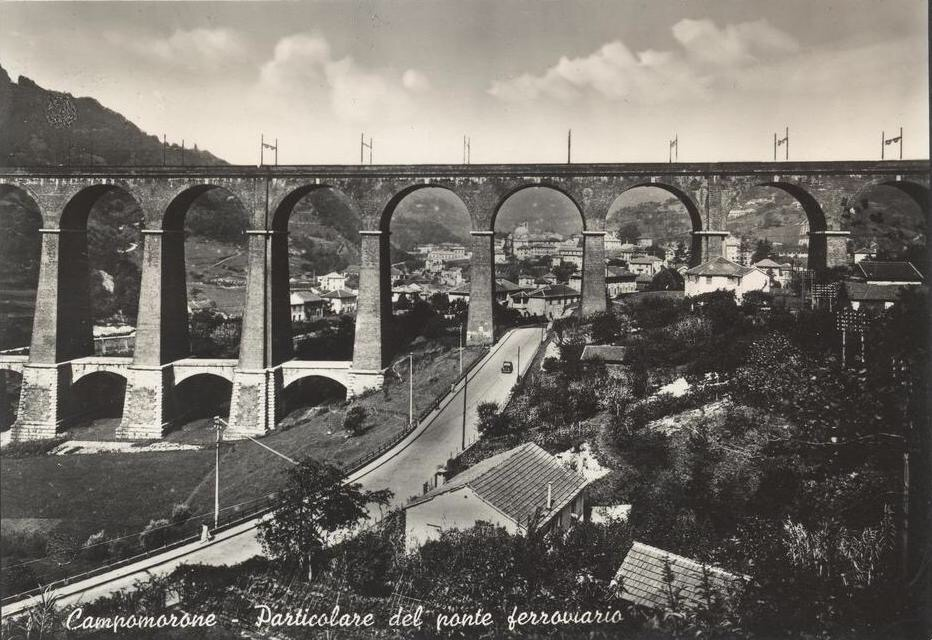
Ponte di Campomorone nel 1910

Il ponte di Campomorone, detto "Ponti Nuovi", si trova sulla linea ferroviaria succursale dei Giovi e attraversa il torrente Verde, collegando la parte inferiore della collina di Cesino con il Comune di Ceranesi. Si tratta di un'opera ingegneristica interamente in muratura, con venti arcate in laterizio rivestite in pietra nella parte inferiore. Costruito fra il 1883 e 1886 parte in rettifilo e parte in curva da 600 metri di raggio, ha una fattura armonica di buon effetto artistico.

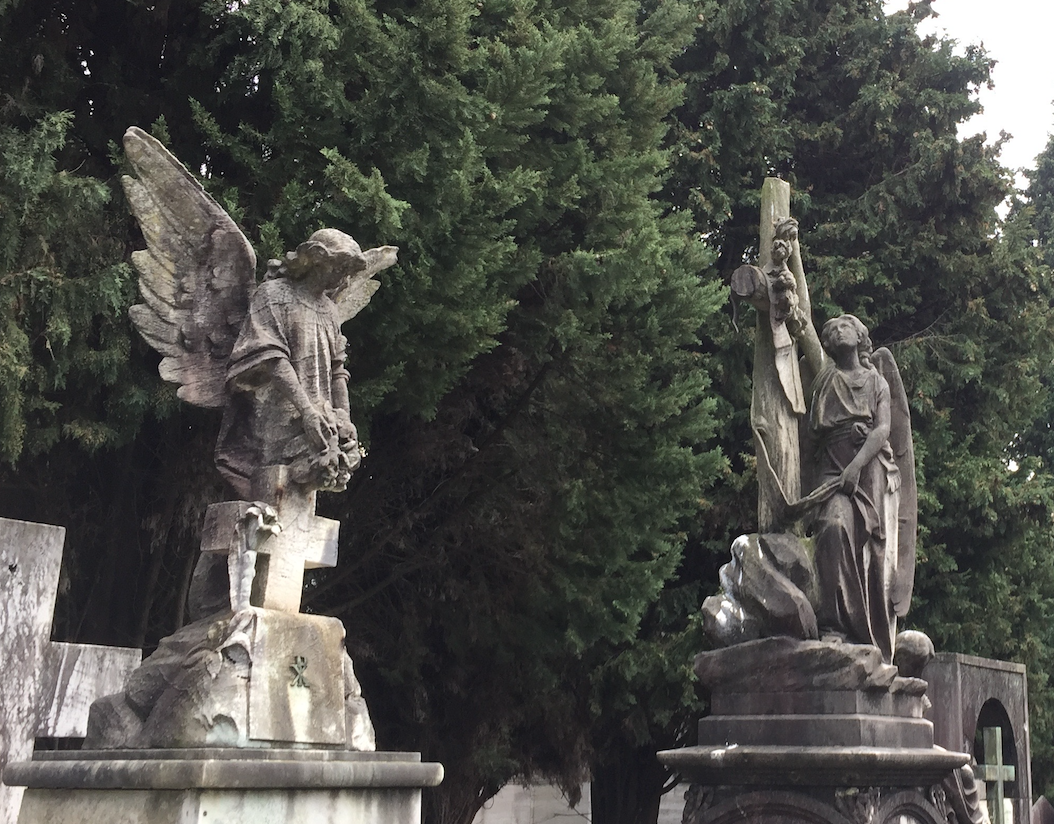
Parte monumentale del Cimitero di Cesino

### Cimitero di Cesino
Cimitero gestito dal Comune di Genova. La parte monumentale risale all'Ottocento e fu ingrandita a partire dal 1875, anno in cui divenne il cimitero comunale dell'allora Comune di Pontedecimo, in seguito al passaggio della frazione di San Cipriano al Comune di Serra Riccò nel 1869 e del conseguente venire meno della possibilità di utilizzare il cimitero utilizzato fino a quel momento.
Notevoli le tombe di famiglia degli industriali polceveraschi Santo Dasso (azienda di maglieria fondata a Pontedecimo nel 1885, utilizzando le strutture di un antico mulino ad acqua costruito nel 1810) e Montanella (ferriere). Monumento dedicato ai militari caduti della Seconda Guerra Mondiale. Cripta dedicata ai Partigiani, di cui molti caduti a Passo Mezzano, Isoverde e alla Benedicta.

## Itinerari naturalistici
Escursioni a piedi, mountain-bike o a cavallo lungo il sentiero Pontedecimo-Cesino-Pietralavezzara della Federazione Italiana Escursionismo Liguria, n. GE02S23. Segnavia: tre pallini rossi. Sviluppo: Pontedecimo - Chiesa di Cesino - Cesino - Pendici sud ed ovest Monte Passeise - Cappelletta Madonna delle Vigne - Case Frizzoni e Traversi - Pendici est Bric Bastia - Pietralavezzara (Fonte).
- Dalla costa di Langasco: deviazione per Langasco e Campomorone;
- Dalla costa di Langasco: deviazione per Paveto, Mignanego e Passo dei Giovi;
- Da Pietralavezzara: collegamento con il Passo della Bocchetta a lato della strada provinciale. Proseguimento sull'Alta via dei Monti Liguri.

## Galleria d'immagini

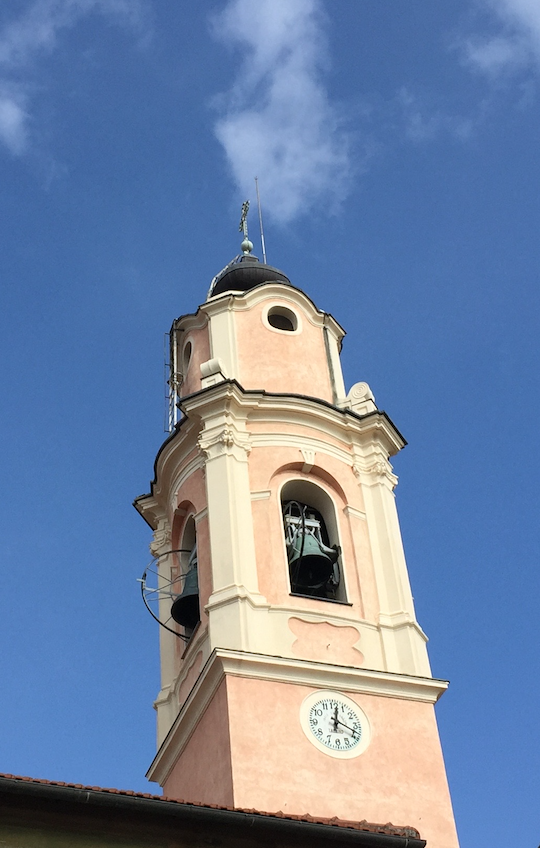
Campanile di Sant'Antonino in Cesino, Genova
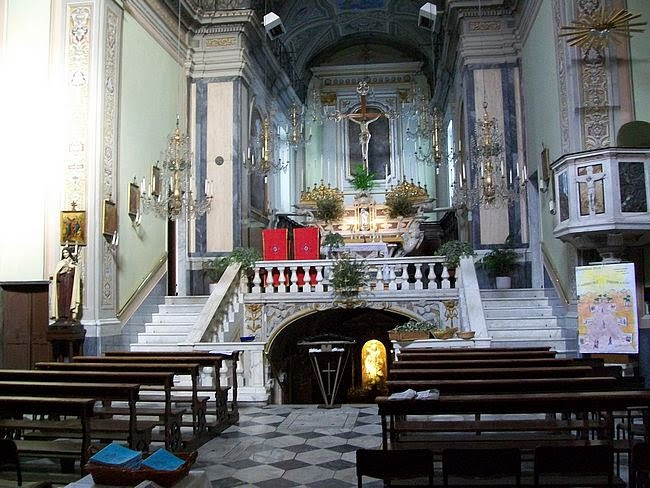
Interno della Chiesa di Sant'Antonino in Cesino, Genova
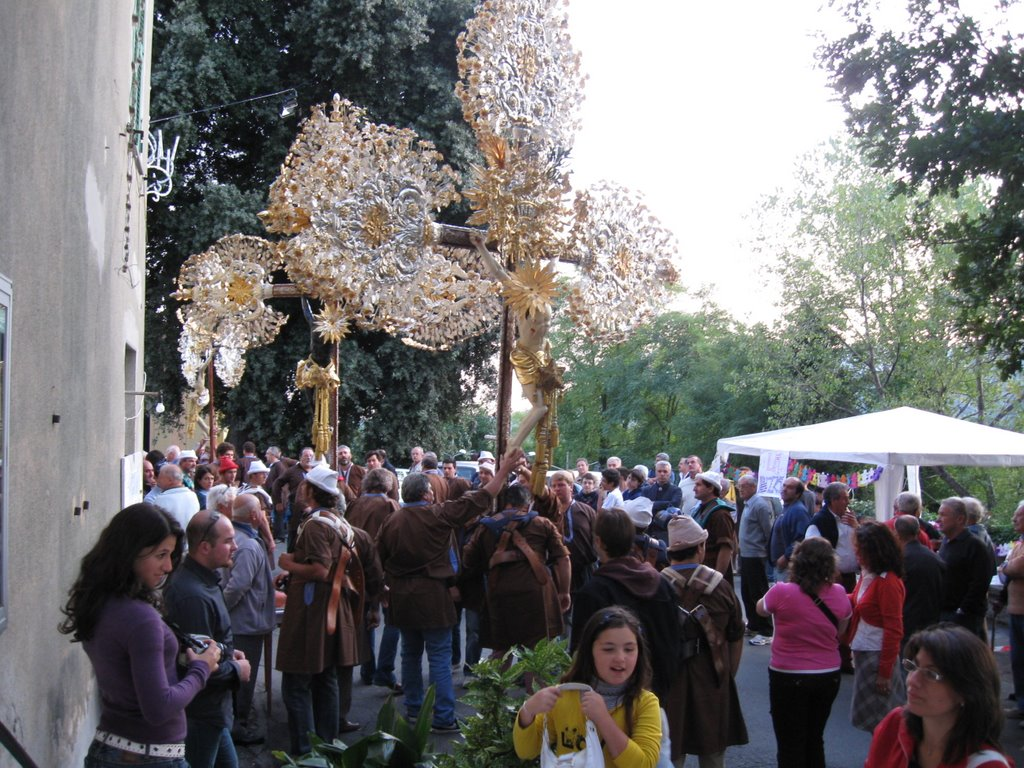
Processione della Confraternita del Carmine, Piazza Cesino, Genova
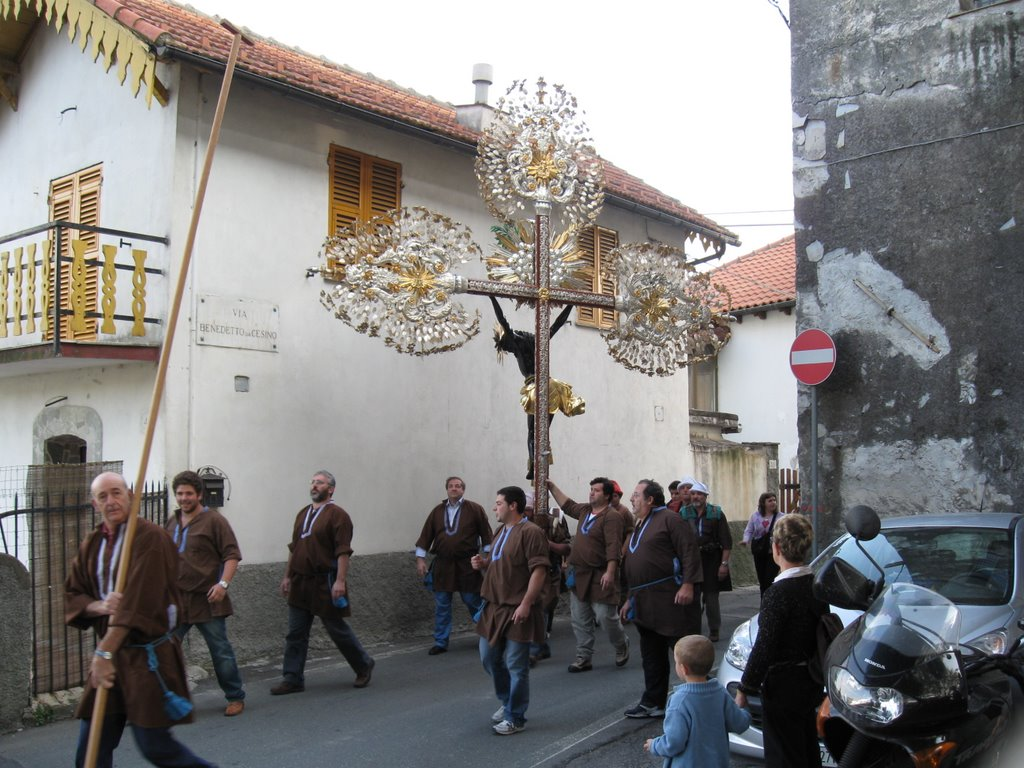
Processione della Confraternita del Carmine, Piazza Cesino, Genova
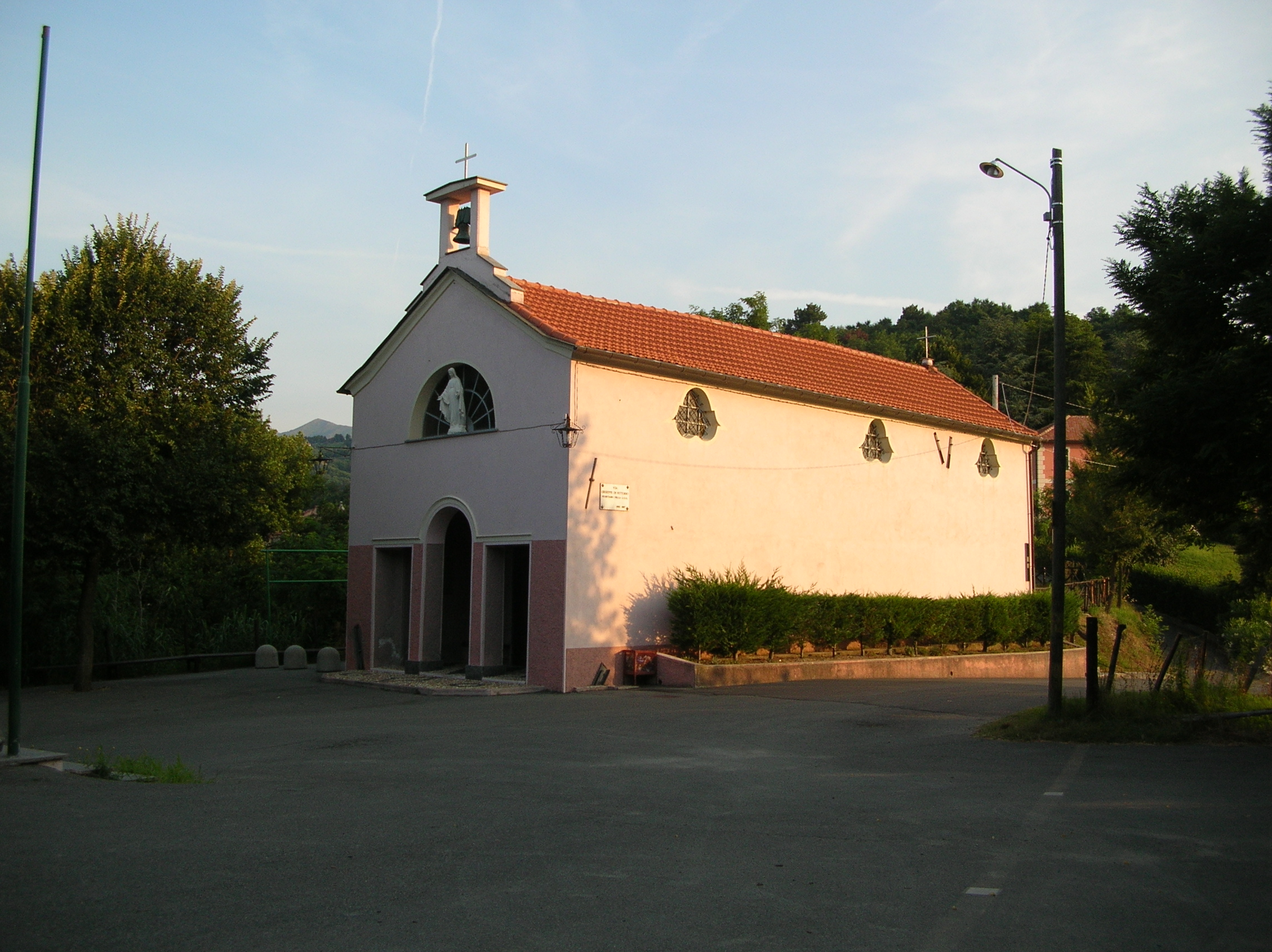
Cappella della Madonna delle Vigne
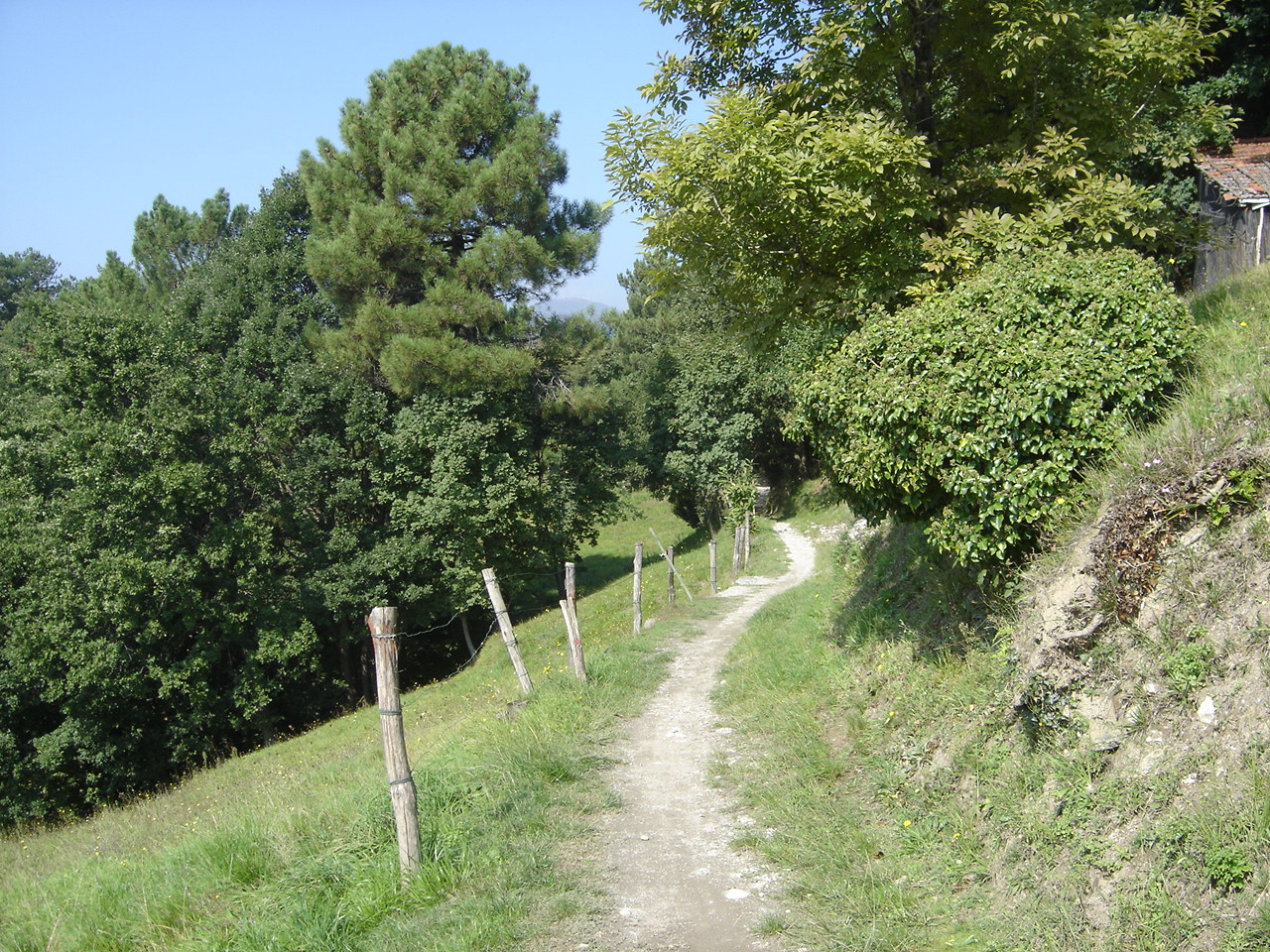
Itinerario naturalistico da Madonna delle Vigne a Langasco, lungo il tracciato dell'antica via Postumia
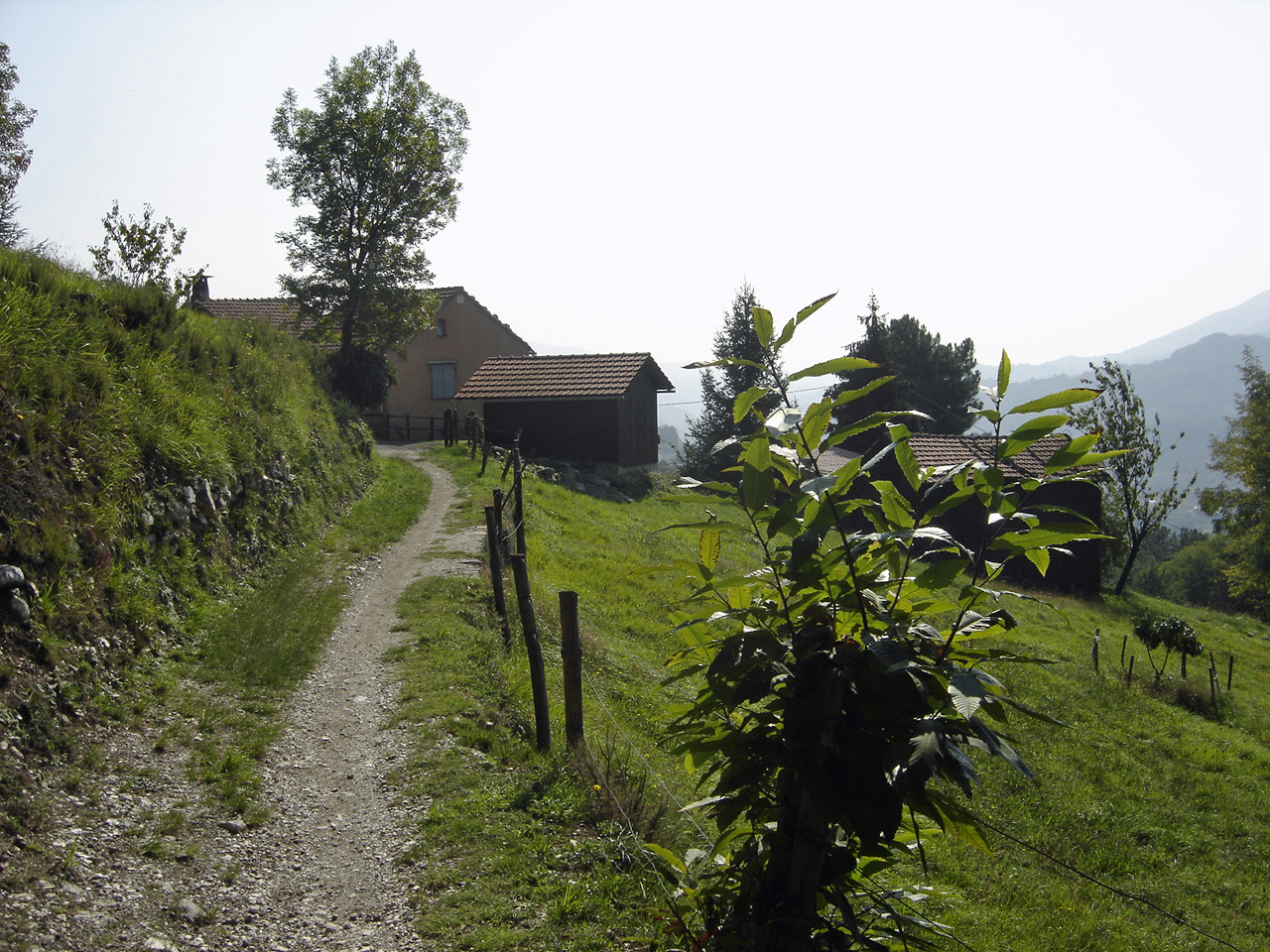
Itinerario naturalistico da Madonna delle Vigne a Langasco, lungo il tracciato dell'antica via Postumia
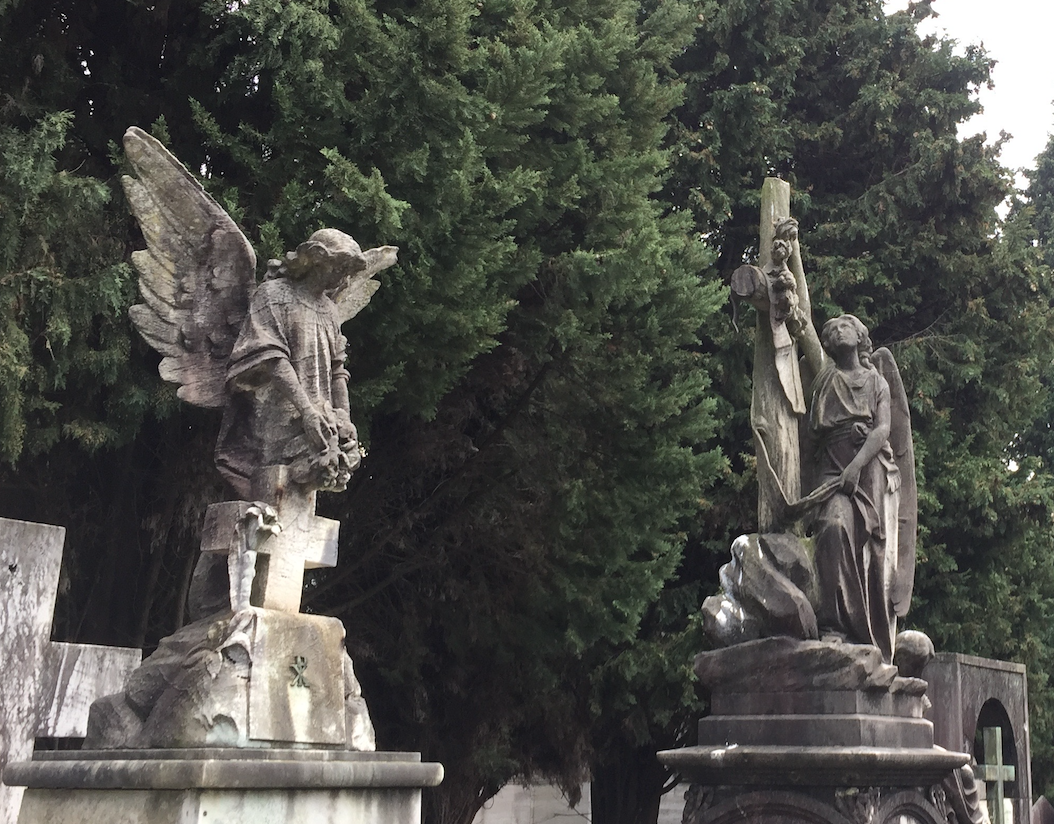
Parte monumentale del Cimitero di Cesino
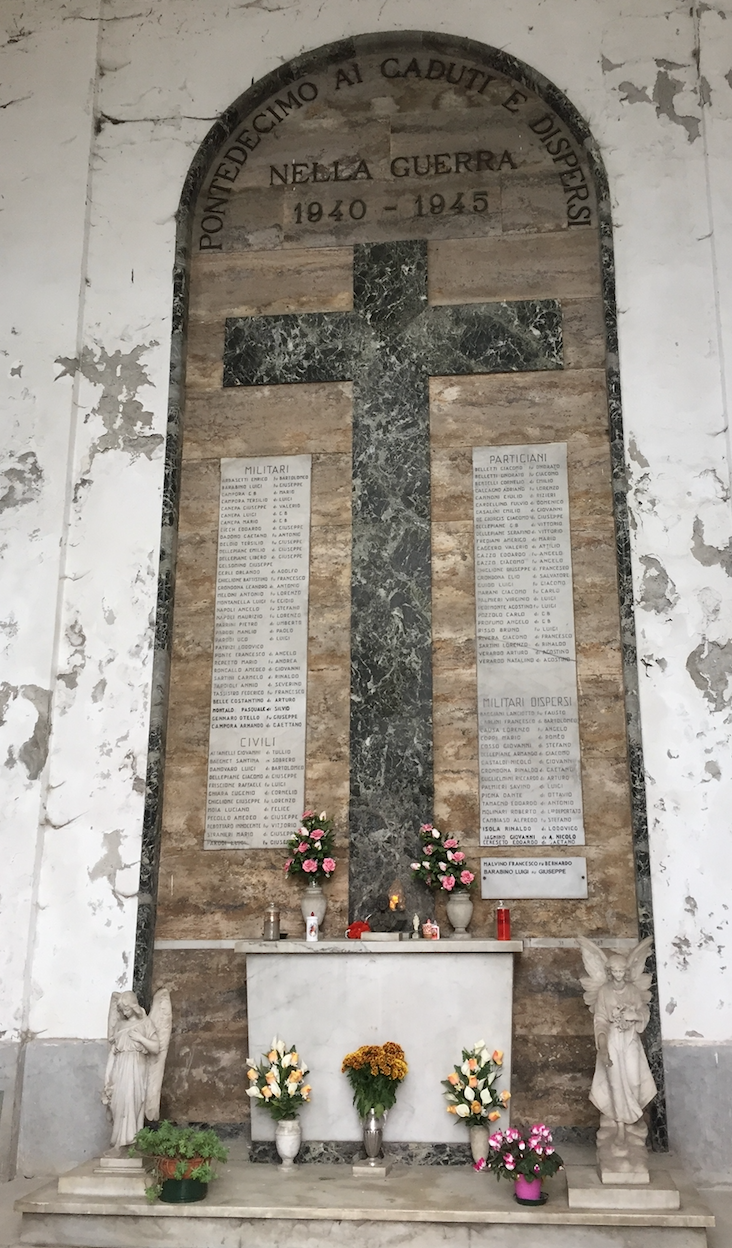
Monumento ai Caduti nel Cimitero di Cesino
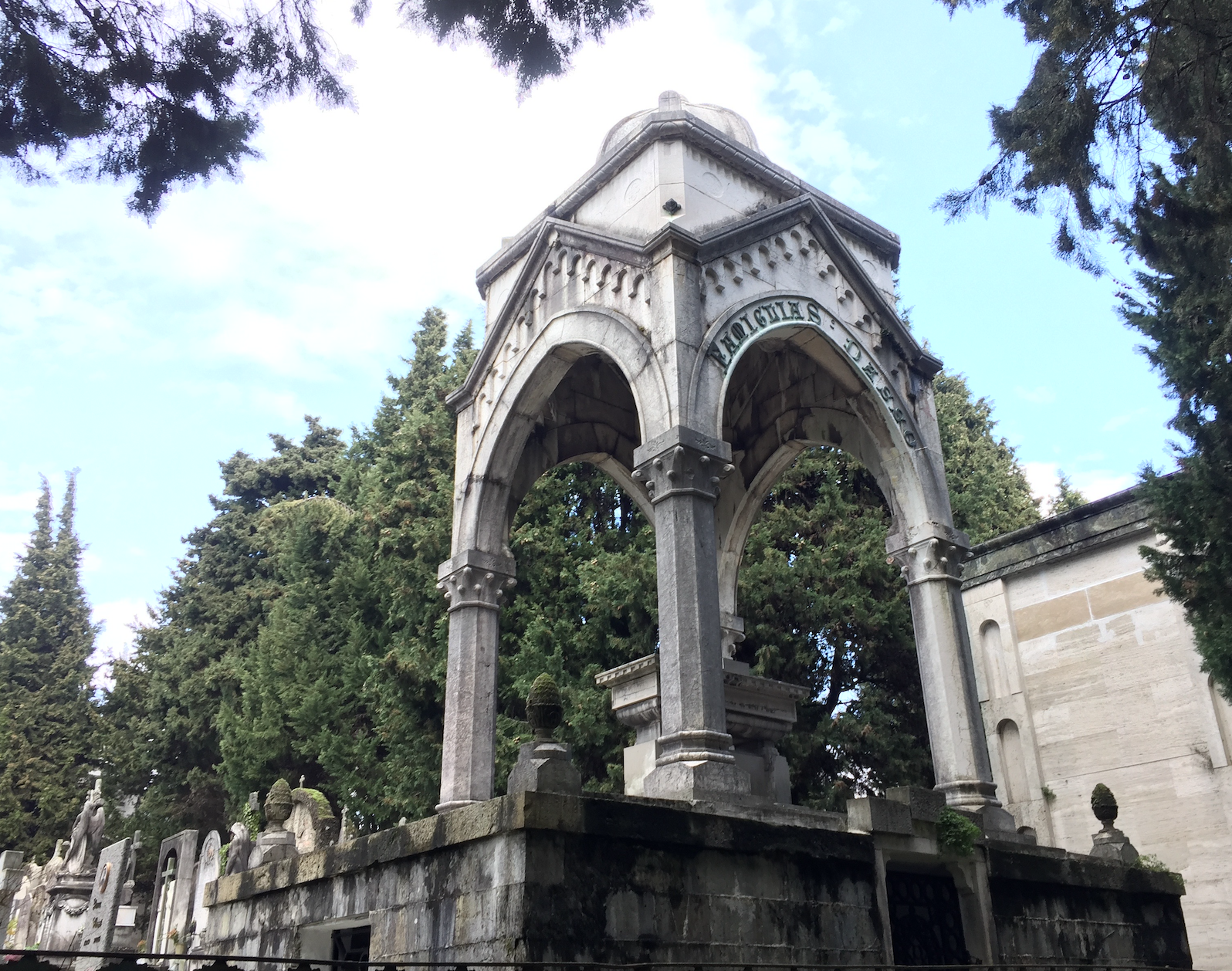
Parte monumentale del Cimitero di Cesino
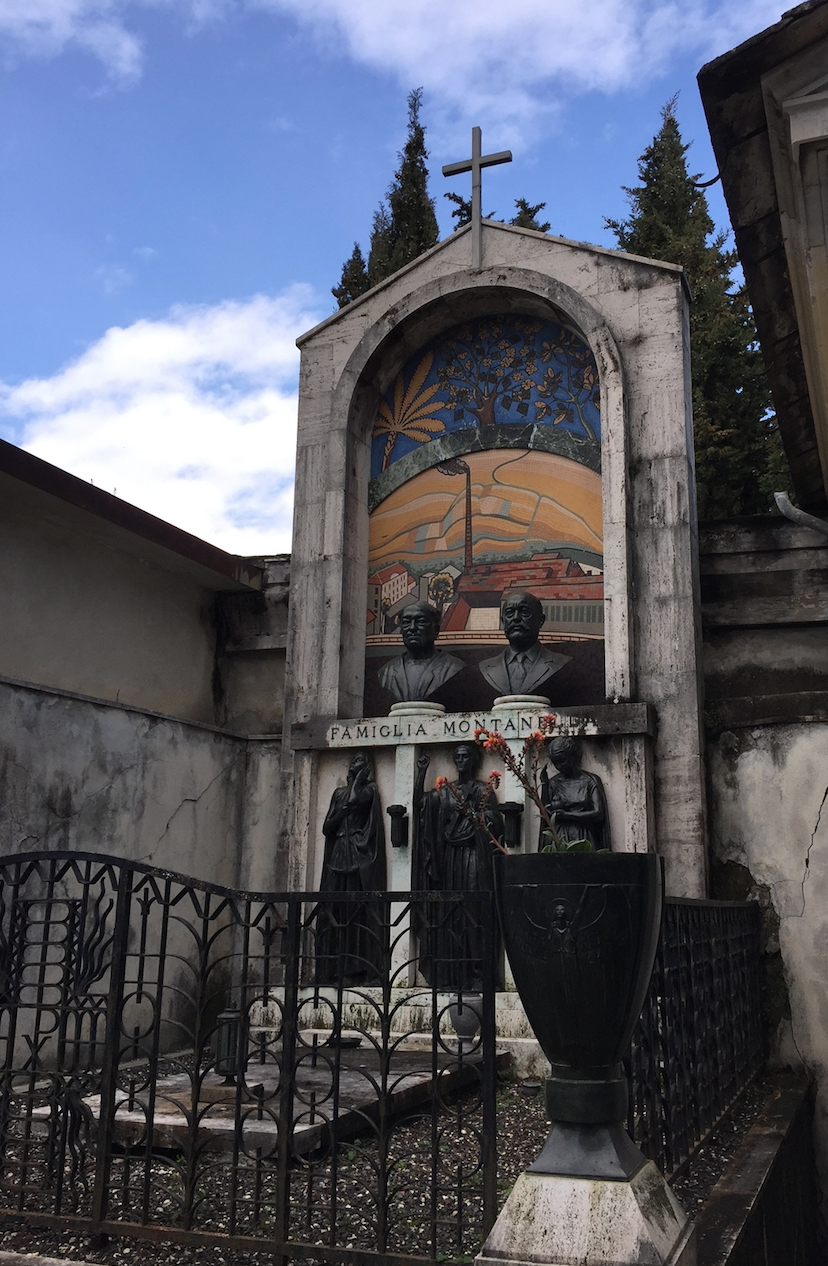
Parte monumentale del Cimitero di Cesino